# Хавиер Камара
Хавиер Камара (на испански: Javier Cámara) е испански театрален, филмов и телевизионен актьор.

## Биография
Хавиер е роден на 19 януари 1967 г. в Албелда де Ирегуа, Ла Риоха. По-късно се мести в Мадрид и завършва училището по драматично изкуство.
Дебютът му в театъра е с пиесата „Господинът от Олмедо“ през 1991 г. Става много известен с участието си в телевизионния сериал „7 живота“ и след това с работата си с Педро Алмодовар във филма „Говори с нея“. Има 12 спечелени награди и 22 номинации.
Хавиер е гей. Има две деца, родени чрез сурогатно майчинство.

## Филмография
- 2015 – Труман [Truman]
- 2013 – Свалка в облаците [Los amantes pasajeros]
- 2010 – Грозните да умират [Que se mueran los feos]
- 2008

Слепи слънчогледи [Los girasoles ciegos]
Извън менюто [Fuera de carta]
- 2007 – Кулата на Сусо [La torre de Suso]
- 2006

Париж, обичам те [Paris je t´aime]
Фикция [Ficción]
Алатристе [Alatriste]
- 2005

Лоши периоди [Malas Temporadas]
Тайният живот на думите [La vida secreta de las palabras]
- 2004 – Лошото възпитание [La mala educación]
- 2003

Долуподписаните [Los abajo firmantes]
Торемолинос 73 [Torremolinos 73]
- 2002 – Говори с нея [Hable con ella]
- 2001 – Лусип и секса [Lucía y el sexo]
- 2000 – Динозавър [Dinosaurio]
- 1999 – Хавански квартет [Cuarteto de la Habana]
- 1998 – Торенте: Глупашата ръка на закона [Torrente: El brazo tonto de la ley]
- 1996 – Лудо сърце [Corazón loco]
- 1995 – ESO
- 1994 – Alegre ma non troppo
- 1993 – Rosa Rosae

## Телевизия
- 2020 – Новият Папа (The New Pope) като Кардинал Бернардо Гутиерес
- 2017 – Наркос (Narcos)
- 2016 – Младият Папа (The Young Pope) като Монсеньор Бернардо Гутиерес
- 2008 – Лекс (Lex)
- 1999 – 2006 – 7 живота (7vidas)
- 1998 – 2001 Журналисти (Periodistas)
- 1999 – Пепе Карвальо (Pepe Carvalho)
- 1996-1997 – Хотел Royal Manzanares (Hostal Royal Manzanares)
- 1997 – Всички мъже са еднакви (Todos los hombres sois iguales)
- 1996 – 1997 Това е моят квартал (Éste es mi barrio)
- 1994 – 1995 – Ах, Господи, Господи! (¡Ay, Señor, Señor!)
- 1990 – Ева и Адан, брачна агенция (Eva y Adán, agencia matrimonial)